# Reservas de uranio
Las reservas de uranio son las reservas de uranio recuperables, sin importar los isótopos, basándose en precios de mercado establecidos. Gran parte de Canadá, Groenlandia, Siberia, y la Antártida están inexploradas debido al permafrost, y pueden contener importantes reservas.

## Lista
La lista se basa en datos de la European Nuclear Society y Asociación Nuclear Mundial. Sin embargo, estas estimaciones pueden ser un tanto optimistas, ya que no incluyen costes de desarrollo, tales como los costes de hundimientos por exploración y adquisición de tierras, impuestos sobre la renta. Cifras en toneladas:
| País           | ANM       | ANM        | ENS       | ENS        |
| País           | toneladas | porcentaje | toneladas | porcentaje |
| -------------- | --------- | ---------- | --------- | ---------- |
| Australia      | 1,243,000 | 22.7%      | 725,000   | 22.0%      |
| Kazajistán     | 817,000   | 14.9%      | 378,100   | 11.5%      |
| Rusia          | 546,000   | 10.0%      | 172,400   | 5.2%       |
| Sudáfrica      | 435,000   | 8.0%       | 284,400   | 8.6%       |
| Canadá         | 423,000   | 7.7%       | 329,200   | 10.0%      |
| Estados Unidos | 342,000   | 6.3%       | 339,000   | 10.3%      |
| Brasil         | 278,000   | 5.1%       | 157,400   | 4.8%       |
| Namibia        | 275,000   | 5.0%       | 176,400   | 5.3%       |
| Níger          | 274,000   | 5.0%       | 243,100   | 7.4%       |
| Perú           | 200,000   | 3.7%       | 135,000   | 4.1%       |
| Jordania       | 112,000   | 2.0%       | -         | -          |
| Uzbekistán     | 111,000   | 2.0%       | 72,400    | 2.2%       |
| Argentina      | 105,000   | 1.9%       | -         | -          |
| Venezuela      | 75,000    | 1.5%       | -         | -          |
| India          | 73,000    | 1.3%       | -         | -          |
| China          | 68,000    | 1.2%       | -         | -          |
| Mongolia       | 62,000    | 1.1%       | -         | -          |
| Otros          | 210,000   | 3.8%       | 287,600   | 8.7%       |
| Total          | 5,469,000 | 100%       | 3,300,000 | 100%       |